# Pont des Grosses Battes
Le pont des Grosses Battes est un pont sur l'Ourthe et sur le canal de l'Ourthe à Liège. 

## Situation
Faisant partie de la route nationale 633, il fait la liaison entre le quai des Ardennes et le rond-point donnant accès à l'autoroute A602 (sortie 38) et à la gare d'Angleur. Large de 31 m, il possède trois bandes de circulation routière et un trottoir dans chaque sens.

## Toponymie
Le pont a pris le nom du quai des Grosses Battes voisin incorporé dans le quai des Ardennes depuis la fusion des communes. En wallon liégeois, batte désignait à l'origine un « batardeau » puis, par extension, ce terme a aussi acquis le sens de « digue » ou de « quai »,.

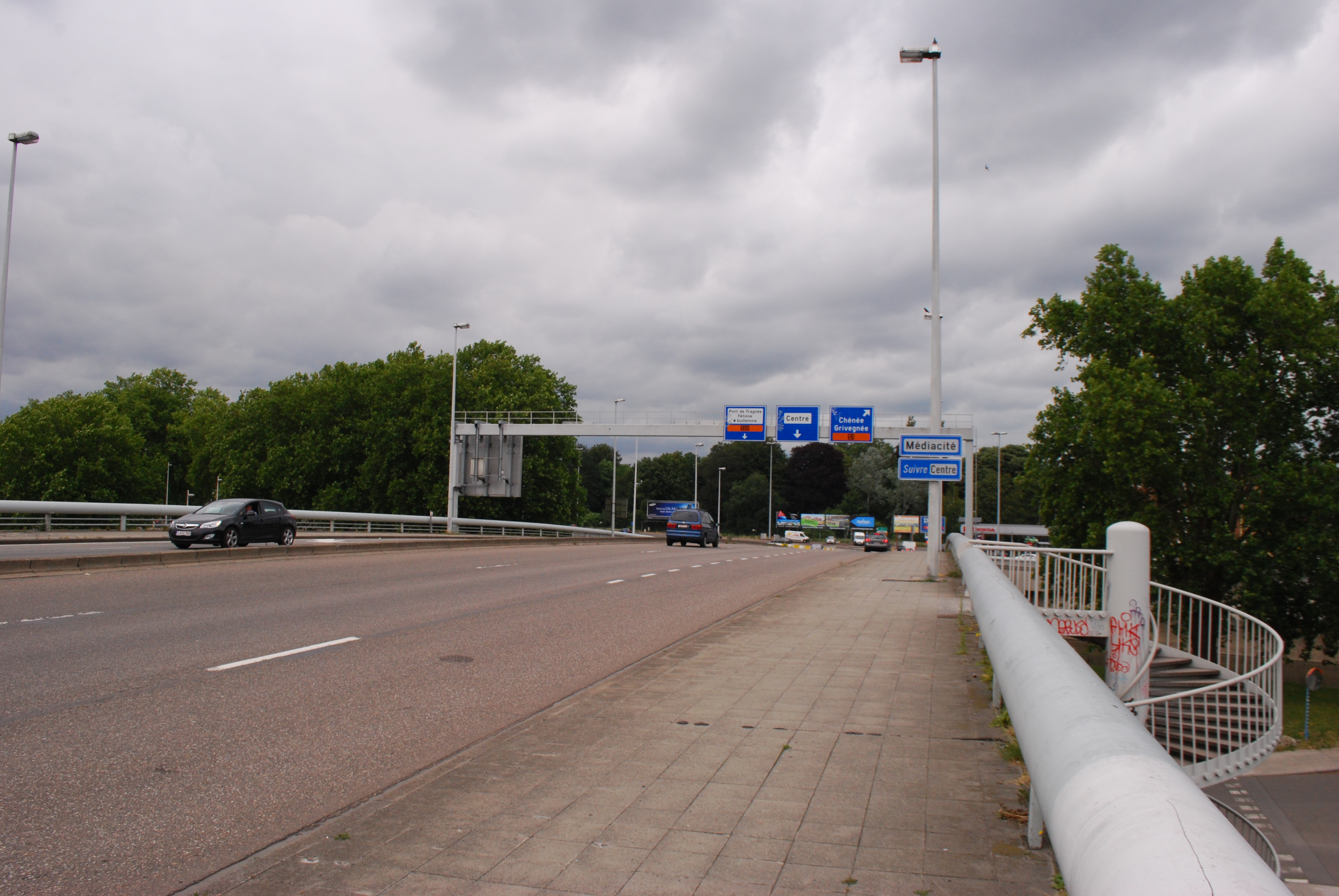
Pont des Grosses Battes